# Tranh Tết dân gian
Tranh Tết (Chữ Nôm: 幀節) là một dòng tranh dân gian thường được các tầng lớp dân chúng sử dụng trang trí vào dịp năm mới, phổ biến ở các nước Đông Á. Trong văn hóa Trung Quốc được gọi là "Niên họa" (Giản thể: 年画, Phồn thể: 年畫), ở Triều Tiên - Hàn Quốc gọi là "Tuế họa" (Hanja: 歲畵, Hangeul: 세화), ở Nhật Bản gọi là "Niên họa" (Kanja: 年画, Hiragana: ねんが).

## Lịch sử
Có ý kiến cho rằng tập quán tranh Tết bắt đầu từ thời Ngũ Đại (cuối thế kỷ X) bên Trung Quốc nhưng cũng có thể sớm hơn từ thời Tần, Hán, bắt nguồn từ những tấm bùa dán cửa.
Đến thời nhà Tống, nhờ sự phát triển của in ấn chạm khắc, tranh Tết trở lên phong phú hơn và phát triển thịnh vào thời Minh, Thanh.
Ở Việt Nam, khoảng thế kỷ XII, dưới thời Lý đã có các làng nghề khắc ván, làm tranh. Bên cạnh tranh Thờ, tranh Tết cũng là dòng tranh chính của tranh dân gian Việt Nam.
Tại Triều Tiên, các bức tranh được dùng trang trí nhà cửa vào dịp tết cũng rất phổ biết trong dòng tranh dân gian tranh dân gian Hàn Quốc.

## Tranh tết của một số nước

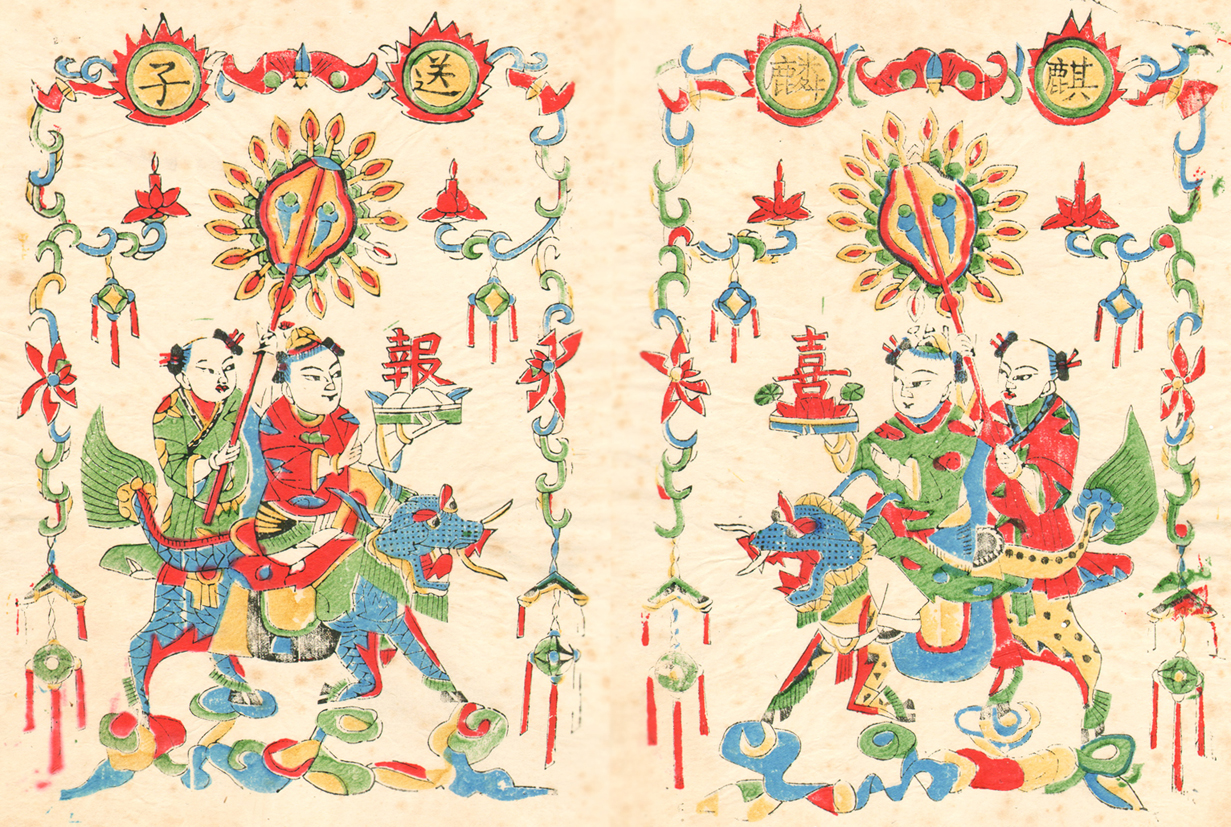
Tranh Kỳ Lân tống tử 麒麟送子 của Trung Quốc
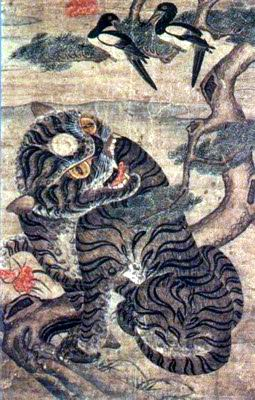
Tranh 까치호랑이 鵲虎圖 Hổ và chim ác là của Triều Tiên
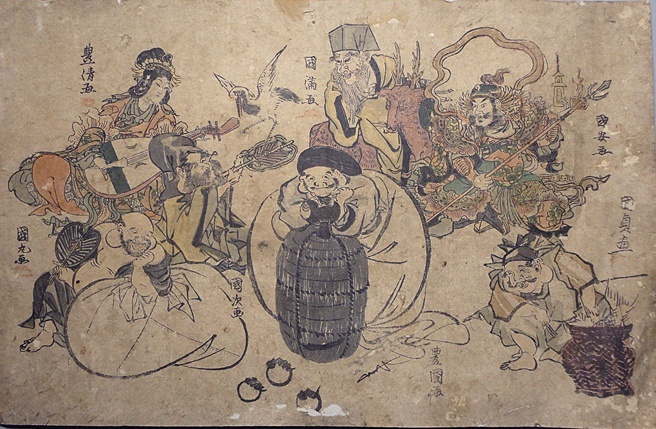
Tranh 七福神浮世繪年畫 Thất Phúc Thần của Nhật Bản
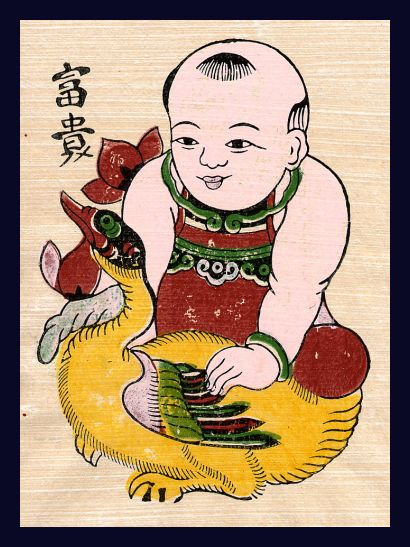
Tranh Phú Quý 富貴 của Việt Nam